# Gaffa
Gaffa (stylisé GAFFA) est un magazine musical danois gratuit publié mensuellement et distribué au Danemark, en Norvège et en Suède. Il s'agit du plus ancien et du plus important magazine musical du Danemark. Il est publié pour la première fois en 1983, et compte environ 135 000 lecteurs pour le format papier et 200 000 lecteurs en ligne en 2019.

## Histoire
Le magazine voit le jour à Aarhus en 1983. Le nom « gaffa » est dérivé du gaffer (appelé gaffatape au Danemark).
Le magazine est distribué gratuitement dans des lieux tels que des établissements d'enseignement, des magasins de disques, des cafés et des bibliothèques, ainsi qu'à un petit nombre d'abonnés payants. Il contient des nouvelles, des articles et des interviews, presque exclusivement sur la musique, ainsi que des critiques d'albums et des listes de concerts à venir. Le magazine s'étend en 2009 à la Suède et en 2011 à la Norvège.

## Autres produits
Outre le magazine, Gaffa propose — ou a proposé par le passé — un certain nombre d'autres produits et sites. Il s'agit notamment de GAFFA Shop, une boutique en ligne qui, jusqu'en 2012, exploitait également des magasins physiques, axée sur la vente de CD, vinyles et d'autres produits musicaux, GAFFA Live, un programme de concerts pour le Danemark, la Norvège et la Suède, et — entre 2006 et 2010 — GAFFApedia, une encyclopédie musicale rédigée par les utilisateurs et publiée sous licence Creative Commons.

## Prix GAFFA
Le prix GAFFA (ou GAFFA-Prisen) est une cérémonie annuelle de remise de prix organisée par Gaffa depuis 1991.